# Hans Schöchlin
Hans Schöchlin (Biel/Bienne, 6 de marzo de 1893-Biel/Bienne, 3 de junio de 1978) fue un deportista suizo que compitió en remo. Fue hermano del también remero Karl Schöchlin.
Participó en los Juegos Olímpicos de Ámsterdam 1928, obteniendo una medalla de oro en la prueba de dos con timonel. Ganó ocho medallas en el Campeonato Europeo de Remo entre los años 1922 y 1931.

## Palmarés internacional
| Juegos Olímpicos   | Juegos Olímpicos         | Juegos Olímpicos  | Juegos Olímpicos   |
| Año                | Lugar                    | Medalla           | Prueba             |
| ------------------ | ------------------------ | ----------------- | ------------------ |
| 1928               | Ámsterdam (Países Bajos) | Medalla de oro    | Dos con timonel    |
| Campeonato Europeo |                          |                   |                    |
| Año                | Lugar                    | Medalla           | Prueba             |
| 1922               | Barcelona (España)       | Medalla de oro    | Doble scull        |
| 1923               | Como (Italia)            | Medalla de plata  | Ocho con timonel   |
| 1924               | Lucerna (Suiza)          | Medalla de plata  | Ocho con timonel   |
| 1925               | Praga (Checoslovaquia)   | Medalla de oro    | Ocho con timonel   |
| 1926               | Lucerna (Suiza)          | Medalla de plata  | Cuatro con timonel |
| 1927               | Como (Italia)            | Medalla de plata  | Cuatro con timonel |
| 1930               | Lieja (Bélgica)          | Medalla de plata  | Cuatro sin timonel |
| 1931               | París (Francia)          | Medalla de bronce | Cuatro con timonel |